# Gnophomyia vitripennis
Gnophomyia vitripennis är en tvåvingeart som beskrevs av Alexander 1942. Gnophomyia vitripennis ingår i släktet Gnophomyia och familjen småharkrankar.
Artens utbredningsområde är Ecuador. Inga underarter finns listade i Catalogue of Life.